# Лаурістін Ольга Антонівна
Ольга Антонівна Кюннапуу, в шлюбі Лаурістін (28 квітня 1903, волость Колга Хар'юського повіту Естляндської губернії, тепер повіт Гар'юмаа, Естонія — 25 червня 2005, місто Тарту, Естонія) — радянська та естонська революціонерка і політична діячка. Народна комісарка соціального забезпечення Естонської РСР, міністерка кінематографії Естонської РСР. Депутатка Верховної ради Естонської РСР. Депутатка Верховної Ради СРСР 1—3-го скликань (з січня 1941 по 1954 рік).

## Життєпис
Народилася в родині вчителя. Її батько Антон Кюнапуу працював викладачем у Колгаській волосній школі. Закінчила сільську школу. У 1916 році вступила до Ревельської (Талліннської) російської казенної гімназії, потім перевелася в Талліннську комерційну жіночу гімназію.
Політичною діяльністю Ольга Кюнапуу почала займатися ще гімназисткою, в 1917—1918 роках брала участь в роботі лівих організацій шкільної молоді, в роботі шкільних комітетів та з'їздів. У 1920 році вступила до Союзу молодих пролетарів Естонії та до нелегальної Комуністичної спілки молоді Естонії, доєдналася до Естонської робітничої (комуністичної) партії.
Після закінчення гімназії в 1922 році працювала в конторі Радторгфлоту в місті Таллінні та збиралася продовжити навчання в радянській Росії. Але за завданням комуністичної партії вступила на економічний факультет Тартуського державного університету. У 1922 році була однією з засновників Соціально-філософського студентського товариства, члени якого брали участь у роботі профспілкових молодіжних комісій та інших робітничих організацій.
Весною 1923 року працювала жіночою організаторкою при Центральній раді професійних спілок Естонії. Літом 1923 року організувала першу конференцію жінок-комуністок Естонії. У 1923 році ЦК Комуністичної партії Естонії була направлена до Естонської незалежної соціалістичної робочої партії, де проводила роботу з її переходу в легальну робітничу партію. Партія почала працювати під керівництвом КПЕ і повністю перейшла на бік фракції «Єдиний фронт», яка отримала на виборах до Рійгікогу 10 місць (учасники робітничого руху балотувалися від цієї партії).
21 січня 1924 року, перебуваючи в «Робітничому підвалі» на зборах комуністів, була заарештована поліцією. На «Процесі 149 комуністів», який було завершено 27 листопада 1924 року, Кюнапуу назвала себе комуністкою та була засуджена до довічної каторги. Три роки перебувала в одиночній камері Вільяндіської в'язниці, потім відбувала каторгу в Пярнуській в'язниці та в Ласнамяеській в'язниці Таллінна.
У травні 1938 року була звільнена із каторги за загальною амністією. Після виходу із ув'язнення продовжувала займатися підпільною комуністичною діяльністю, працювала в Міжнародній організації допомоги борцям революції (МОДР). До осені 1938 року — бухгалтерка на лаковій фабриці «Плуто». З осені 1938 по 1940 рік працювала в Талліннській загальній касі хворих.
Після радянської окупації Естонії в липні 1940 року обрана депутаткою до Державної Думи 2-го скликання за списком виборчого блоку «Союз трудового народу Естонії», працювала секретаркою парламенту.
У червні 1940 року призначена заступницею головного редактора газети «Рахва Хяяль» («Голос народу»). З вересня по листопад 1940 року — інструкторка ЦК КП(б) Естонії по роботі серед жінок.
З листопада 1940 по серпень 1941 року — начальниця Головного управління у справах видавництв і літератури Естонської РСР.
На початку німецько-радянської війни разом із дочкою евакуювалася в місто Бузулук (РРФСР). У вересні 1941 року переїхала до Москви, де працювала відповідальною редакторкою радіопередач естонською мовою Всесоюзного радіокомітету. З квітня 1942 року — організаторка і відповідальна редакторка з видання літератури естонською мовою при Видавництві іноземної літератури в Москві, а з травня до жовтня 1944 року — в Ленінграді.
У жовтні 1944 — 1947 року — народна комісарка (з 1946 року — міністерка) соціального забезпечення Естонської РСР.
У березні 1945 року була однією із організаторок першого з'їзду жінок Естонської РСР. Також призначалася уповноваженою ЦК КП(б) Естонії у Валгамаському повіті.
У 1947 — січні 1951 року — міністерка кінематографії Естонської РСР. У серпні 1950 року Ольга Лаурістін була звинувачена в тому, що керує міністерством «канцелярськи-бюрократично». У січні 1951 року її зняли з посади міністра, а в 1952 році виключили з ВКП(б). У вересні 1953 року була відновлена у партії.
Потім працювала головою Президії Естонського товариства дружби та культурних зв'язків із зарубіжними країнами. З 1961 по 1989 очолювала Естонське відділення Радянського Фонду Миру.
Померла 25 червня 2005 року в місті Тарту.

## Родина
У 1939 році одружилася з Йоганнесом Лаурістінрм, учасником робітничого руху, який пізніше став головою Ради народних комісарів Естонської РСР та загинув 28 серпня 1941 року.
У червні 1945 року пошлюбила Гендріка Алліка, заступника голови Ради міністрів Естонської РСР- жув репресований у грудні 1950 року.
Мала дочку Мар'ю Лаурістін та сина Яака Алліка.

## Нагороди та відзнаки
- орден Жовтневої Революції (1978)
- орден Вітчизняної війни ІІ ст.
- орден Трудового Червоного Прапора (6.03.1950)
- орден Дружби народів (1983)
- медалі